# 堀越克明
堀越 克明（ほりこし かつあき、1919年9月10日 - 2011年11月8日）は、日本の教育者。学校法人堀越学園理事長、穎明館中学・高等学校理事長、日本私立中学高等学校連合会会長を務めた。

## 経歴・人物
1919年東京府（現・東京都）生まれ。東京大学農学部卒業。中央教育審議会委員・総務庁国際青年事業推進会議企画委員長、財団法人日本私学教育研究所常任顧問を歴任。堀越高等学校の前身・堀越高等女学校を創立した堀越千代の孫。
校長就任後の1973年、同校の創立50周年記念の際に芸能・スポーツのコースを設置。
政治的・思想的には保守の立場に立ち、新しい歴史教科書をつくる会に賛同したほか、日本会議「『日本の教育改革』有識者懇談会」（民間教育臨調）代表委員も務めた。
その他、日本私立中学高等学校連合会会長（就任時の役職名は理事長、1978年4月-2004年3月）、全国私立学校審議会連合会会長（1976年-1986年）を歴任するなど、私学教育の振興にも力を尽くした。
1978年に藍綬褒章を、1993年に勲三等旭日中綬章を受章した。また1994年には第67回アカデミア賞を受賞している。
1982年9月10日、八王子市に穎明館中学・高等学校を創立。
2011年11月13日に死去（満92歳没）。

## 親族
- tohko - 歌手。克明の孫（娘の子供）[要出典]